# Мингалёв, Александр Анатольевич
Александр Анатольевич Мингалёв (28 марта 1990, Тобольск, Тюменская область) — российский биатлонист, ранее выступавший за Беларусь. Призёр всемирной Универсиады, чемпион и призёр чемпионатов России. Мастер спорта России международного класса (2015). Завершил карьеру после сезона 2017/2018.

## Биография
Биатлоном начал заниматься под руководством своей сестры Ольги Анатольевны Мингалёвой. В этот вид спорта он пришёл в 2006 году. По возвращении из Беларуси также тренируется у Максима Кугаевского.

### Карьера в сборной Беларуси
Не сумев попасть в юношеские сборные России, Александр Мингалёв решил переехать в соседнюю Беларусь. Под флагом этой страны он выступал на нескольких Чемпионатах мира среди юниоров — в 2009 году в Канморе выступал среди спортсменов до 19 лет, был четвёртым в эстафете, а в личных видах лучшим результатом стало шестое место в индивидуальной гонке. Среди более старших юниоров выступал в 2010 году в Турсбю и в 2011 году в Нове-Место, лучшим результатом стало 14-е место в индивидуальной гонке. Также участвовал в юниорских чемпионатах Европы в 2010 и 2011 году, но не поднимался выше десятого места.
В сезоне 2010/11 стартовал в гонках Кубка IBU среди взрослых, лучший результат — 48-е место в гонке преследования на этапе в Анси. По окончании сезона принял решение вернуться в Россию.

### Карьера в России
Своего первого успеха на российских соревнованиях биатлонист добился в 2013 году. Мингалёв выиграл гонку преследования на первенстве страны (до 26 лет) в Уфе.
В декабре этого же года он вошёл в состав сборной России на Всемирную Зимнюю Универсиаду в итальянском Трентино. В первой же гонке Мингалёв выиграл медаль, став вторым в индивидуальной гонке.
На уровне чемпионата России неоднократно выигрывал медали, в том числе в 2016 году стал двукратным чемпионом — в одиночной смешанной эстафете и командной гонке.